# Bobby Sherman
Robert Cabot Sherman Jr., meglio noto come Bobby Sherman (Santa Monica, 22 luglio 1943 – Los Angeles, 24 giugno 2025), è stato un cantante e attore statunitense.
Idolo degli adolescenti tra la fine degli anni '60 e l'inizio degli anni '70, pubblicò una serie di singoli di successo, tra cui il brano Little Woman (1969), che vendette un milione di copie. Negli anni '70 Sherman lasciò lo spettacolo per intraprendere la carriera di paramedico e vice sceriffo, ma si esibì ancora, sia pur occasionalmente, fino agli anni '90.

## Biografia
Sherman nacque il 22 luglio 1943 da Robert Cabot Sherman Sr. e Juanita (nata Freeman) Sherman a Santa Monica. Crebbe a Van Nuys, con la sorella Darlene.

### Carriera musicale
Tra il 1962 e il 1976 Bobby Sherman pubblicò 107 canzoni, 23 singoli e 10 album; sette delle sue canzoni furono hit nella top 40. Vinse sette Singoli d'oro, un Singolo di platino e cinque Album d'oro. Nel 1969 firmò con la Metromedia Records e pubblicò il singolo "Little Woman", che raggiunse il terzo posto nella classifica Billboard Hot 100 (il secondo in Canada) e rimase nove settimane nella Top 20. Vendette oltre un milione di copie e gli fu conferito il disco d'oro dalla RIAA nell'ottobre 1969.
Sherman effettuò numerose tournée negli Stati Uniti e nel mondo per promuovere i suoi dischi e album. Tenne molti concerti davanti a un pubblico esaurito, composto per lo più da giovani donne urlanti, dalla fine degli anni '60 alla metà degli anni '70.

### Carriera televisiva e cinematografica
Sherman fu una star fissa del programma televisivo settimanale della ABC Here Come the Brides dal 25 settembre 1968 al 18 settembre 1970. Interpretò il fratello più giovane, Jeremy Bolt.
Sherman fu anche un ospite frequente di American Bandstand e Where the Action Is. Nel marzo 1971 apparve in un episodio di La famiglia Partridge come pilota back-door per la serie televisiva della ABC Getting Together, che andò in onda a partire da settembre 1971 e fu cancellata dopo 14 episodi.
Sebbene la maggior parte della carriera di attore di Sherman si sia svolta in televisione, apparve anche in due film. Nel 1975, Sherman recitò nel film per famiglie He Is My Brother, diretto da Edward Dmytryk. Nel 1983, Sherman apparve accanto al collega idolo degli adolescenti Fabian nel ruolo degli scagnozzi del cattivo nel film Get Crazy, diretto da Allan Arkush.

### Morte
Nel marzo 2025 venne annunciato che Sherman aveva un cancro al quarto stadio. L'artista morì tre mesi dopo.

## Vita privata
La prima moglie di Sherman fu Patti Carnel, sposata il 12 ottobre 1971; la coppia ebbe due figli prima di divorziare nel 1979. Sherman convolò poi a nuove nozze con Brigitte Poublon il 18 luglio 2010 a Las Vegas.

## Discografia

### Singoli
- 1962 "Judy, You'll Never Know (I'll Never Tell You)"/"The Telegram" (Starcrest)
- 1963 "I Want to Hear It from Her"/"Nobody's Sweetheart" (Dot)
- 1964 "You Make Me Happy"/"Man Overboard" (Decca)
- 1965 "It Hurts Me"/"Give Me Your Word" (Decca)
- 1965 "Hey Little Girl"/"Well, Allright" (Decca)
- 1965 "Anything Your Little Heart Desires"/Goody Galum-Shus" (Parkway)
- 1965 "Happiness Is"/"Can't Get Used to Losing You" (Cameo)
- 1967 "Cold Girl"/"Think Of Rain" (Epic)
- 1969 "Judy, You'll Never Know (I'll Never Tell You)"/"The Telegram" (Condor) (reissue)
- 1969 "Little Woman"/"One Too Many Mornings" (Metromedia)
- 1969 "La La La (If I Had You)"/"Time" (Metromedia)
- 1970 "Easy Come, Easy Go"/"Sounds Along the Way" (Metromedia)
- 1970 "Hey, Mister Sun"/"Two Blind Minds" (Metromedia)
- 1970 "Julie, Do Ya Love Me"/"Spend Some Time Lovin Me" (Metromedia)
- 1971 "Goin' Home (Sing a Song of Christmas Cheer)"/"Love's What You're Getting for Christmas" (Metromedia)
- 1971 "Cried Like a Baby"/"Is Anybody There" (Metromedia)
- 1971 "The Drum"/"Free Now to Roam" (Metromedia)
- 1971 "Waiting at the Bus Stop"/"Run Away" (Metromedia)
- 1971 "Jennifer"/"Getting Together" (Metromedia)
- 1972 "Together Again"/"Picture a Little Girl" (Metromedia)
- 1972 "I Don't Believe in Magic"/"Just a Little While Longer" (Metromedia)
- 1972 "Early in the Morning"/"Unborn Lullabye" (Metromedia)
- 1974 "Mr. Success"/"Runaway" (Janus)
- 1975 "Our Last Song Together"/"Sunshine Rose" (Janus)

### LP originali
- 1969 Bobby Sherman (Metromedia)
- 1970 Here comes Bobby (Metromedia)
- 1970 With love, Bobby (Metromedia)
- Christmas Album del 1970 (Metromedia)
- Portrait of Bobby (Metromedia) del 1971
- 1971 Getting Together (Metromedia)
- 1972 Just for you (Metromedia)

### Compilation LP
- 1971 Bobby Bobby Bobby (solo promozionale) (Metromedia Special Products)
- 1972 Bobby Sherman's Greatest Hits (Metromedia)
- 1972 Everything You Always Wanted To Know About Bobby Sherman (Superstar Records)
- 1975 Remembering You (Phase One) (Questo album contiene 7 brani pubblicati in precedenza (Mr. Success, Julie Do You Love Me, Runaway, Easy Come Easy Go, Early In The Morning, Cried Like A Baby, Our Last Song Together) e 5 nuovi brani non disponibili altrove (Beginnings Are Easy, Fresh Out Of Love, I'll Never Stop Singing My Song, Here With You, Just Ask Me I've Been There)).

### CD
- 1990 What Came Before (Teen Ager #622) ("Just For You" con tracce bonus)
- 1991 The Very Best of Bobby Sherman (Restless)
- Christmas Album del 1992 (Restless)
- 1995 All-Time Greatest Hits (K-tel) (contiene 2 brani inediti, "Where There's A Heartache" e "I Can't Wait Until Tomorrow")
- 1995 Bobby Sherman (K-tel)
- 1995 Here Comes Bobby (K-tel)
- 1995 With love, Bobby (K-tel)
- Portrait of Bobby (K-tel) del 1995
- 1995 Getting Together  (K-tel)
- 1999 My Christmas Wish (KRB) (ristampa di Christmas album)
- 2000 The very best of Bobby Sherman (Varese)
- 2001 Here Comes Bobby / With Love, Bobby (Collectables Records) (2 album su 1 CD)
- 2001 Bobby Sherman / Portrait of Bobby (Collectables Records) (2 album su 1 CD)
- 2008 Just for you (K-tel)
- Love songs del 2010 (K-Tel)
- 2015 The Partridge Family: Missing Pieces (Bell) (in una traccia Bobby Sherman canta "Stephanie")
- Singles del 2017 (Four-Teen) (contiene 6 brani inediti, "Stop The Music", "Old Girlfriends", "Over Here", "The New Girl In School", "Beautiful Doll" e "Today I Chipped A Piece Off Of The Sun")